# Норт (тауншип, Миннесота)
Норт (англ. North) — тауншип в округе Пеннингтон, Миннесота, США. На 2000 год его население составило 726 человек.

## География
По данным Бюро переписи населения США площадь тауншипа составляет 60,6 км², из которых 59,5 км² занимает суша, а 1,1 км² — вода (1,84 %).

## Демография
По данным переписи населения 2000 года здесь находились 726 человек, 268 домохозяйств и 221 семья.  Плотность населения —  12,2 чел./км².  На территории тауншипа расположено 277 построек со средней плотностью 4,7 построек на один квадратный километр. Расовый состав населения: 98,07 % белых, 0,55 % коренных американцев, 0,69 % азиатов, 0,14 % c Тихоокеанских островов и 0,55 % приходится на две или более других рас.
Из 268 домохозяйств в 39,2 % воспитывались дети до 18 лет, в 72,8 % проживали супружеские пары, в 6,7 % проживали незамужние женщины и в 17,5 % домохозяйств проживали несемейные люди. 13,8 % домохозяйств состояли из одного человека, при том 4,1 % из — одиноких пожилых людей старше 65 лет. Средний размер домохозяйства — 2,71, а семьи — 2,98 человека.
28,8 % населения — младше 18 лет, 5,0 % — в возрасте от 18 до 24 лет, 26,2 % — от 25 до 44, 26,4 % — от 45 до 64, и 13,6 % — старше 65 лет. Средний возраст — 39 лет. На каждые 100 женщин приходилось 103,4 мужчин.  На каждые 100 женщин старше 18 приходилось 106,8 мужчин.
Средний годовой доход домохозяйства составлял 46 406 долларов, а средний годовой доход семьи —  52 083 доллара. Средний доход мужчин —  35 500  долларов, в то время как у женщин — 21 731. Доход на душу населения составил 17 361 доллар. За чертой бедности находились 2,6 % семей и 2,6 % всего населения тауншипа, из которых 0,9 % младше 18 и 8,0 % старше 65 лет.